# Niederossig
Niederossig ist ein Ortsteil der Gemeinde Krostitz im sächsischen Landkreis Nordsachsen in Deutschland.

## Geografie
Niederossig liegt nördlich des Hauptortes Krostitz zwischen den Städten Eilenburg und Delitzsch. Der Ort liegt an keiner klassifizierten Straße, jedoch gibt es Ortsverbindungen nach Krensitz, Wölkau und Priester. Westlich von Niederossig verläuft die Bundesstraße 2. Der Ort liegt an einem Zufluss der Leine. In der Flur von Niederossig liegt die Ortswüstung Taupadel.

## Geschichte
Niederossig ist von der Siedlungsform her ein Rundweiler. Der Ort gehörte bis 1815 zum kursächsischen Amt Delitzsch. Durch die Beschlüsse des Wiener Kongresses kam er zu Preußen und wurde 1816 dem Kreis Delitzsch im Regierungsbezirk Merseburg der Provinz Sachsen zugeteilt, zu dem er bis 1952 gehörte. Am 20. Juli 1950 wurde die Gemeinde Niederossig nach Krensitz eingemeindet. Im Zuge der Kreisreform in der DDR von 1952 wurde Krensitz mit Niederossig dem neu zugeschnittenen Kreis Delitzsch im Bezirk Leipzig zugeteilt, welcher 1994 im Landkreis Delitzsch aufging.
Am 1. März 1994 wurde die Landgemeinde Krensitz nach Krostitz eingemeindet und seither ist auch Niederossig ein Ortsteil der Gemeinde Krostitz.

### Einwohnerentwicklung
| Jahr | Einwohner |
| ---- | --------- |
| 1818 | 44        |
| 1880 | 78        |
| 1895 | 64        |

| Jahr | Einwohner |
| ---- | --------- |
| 1925 | 80        |
| 1939 | 86        |
| 1946 | 159       |

Die Einwohnerzahl des kleinen Ortes Niederossig lag 1818 bei gerade einmal 44. Bis zum Ausbruch des Zweiten Weltkrieges stieg die Einwohnerzahl auf 86. Nach Ende des Krieges stieg die Einwohnerzahl stark an. 1946 lebten fast 160 Einwohner in Niederossig. Im Jahr 2010 lebten im Ortsteil Niederossig etwa 120 Einwohner.